# Молина ди Екви Терме (Маса-Карара)
Молина ди Екви Терме је насеље у Италији у округу Маса-Карара, региону Тоскана.
Према процени из 2011. у насељу је живело 82 становника. Насеље се налази на надморској висини од 252 м.